# تیخونوفکا (باشقیرستان)
تیخونوفکا (انگلیسی: Tikhonovka, Republic of Bashkortostan) یک شهرک در شهرستان ملئوزوفسکی استان باشقیرستان کشور روسیه است.